# Lisímac de Beòcia
Lisímac de Beòcia (grec antic: Λυσίμαχος, llatí: Lysimachus) fou un poeta còmic grec esmentat per Llucià de Samosata, qui el ridiculitzava per la seva absurda pedanteria perquè, tot i ser de Beòcia, imitava el costum de l'Àtica d'emprar la doble T en comptes de la doble Σ en mots com τετταράκοντα, τήμερον, καττίτερον, κάττυμα i πίτταν, i fins erròniament en d'altres com βασίλιττα. N'hi ha que suposen que en realitat no era un personatge real sinó una creació de Llucià.